# Nadja Salerno-Sonnenberg
Nadja Salerno-Sonnenberg (née le 10 janvier 1961) est une violoniste italo-américaine.
En 1981, elle devient la plus jeune gagnante de la Walter W. Naumburg International Violin Competition. En 1983, elle reçoit un Avery Fisher Career Grant et en 1999, un Avery Fisher Prize.
En 1999, un documentaire sur sa vie, Speaking in Strings, est nommé à l'Oscar du meilleur film documentaire.